# Charles Hedrick
Charles Hedrick (* Dezember 1815 in Fincastle, Botetourt County, Virginia; † Juni 1897 in Charleston, Kanawha County, West Virginia) war ein US-amerikanischer Politiker der Demokratischen Partei, der unter anderem von 1873 bis 1877 Secretary of State des Bundesstaates West Virginia war.

## Leben
Hedrick, der aus dem Kanawha County stammte, wurde 1873 als Nachfolger von John M. Phelps sechster Secretary of State des Bundesstaates West Virginia und übte dieses Amt bis zu seiner Ablösung durch Sobieski Brady 1877 aus.